# Cmentarz ewangelicki w Zarzewku
Cmentarz ewangelicki w Zarzewku – nieczynny cmentarz ewangelicko-augsburski (parafia w Koninie) zlokalizowany we wsi Zarzewek (powiat koniński, województwo wielkopolskie), na niewielkim, zalesionym wzniesieniu, przy drodze do Zarzewa.
Na resztkach starych słupków ogrodzenia widniały prawdopodobnie daty "1902", ale cmentarz istniał najpewniej już wcześniej. Przed 1939 protestantów było we wsi dziewiętnastu i stanowili tam mniejszość. W latach 40. XX wieku nekropolia ogrodzona była drewnianym płotem (w 2018 znaleziono pozostałości jednego ze skrzydeł bramnych).
Cmentarz zachował pierwotny układ z aleją dębową, a także nieliczne nagrobki. W 2018 były one w większości pozbawione napisów. Tylko część z nich była zadbana przez krewnych zmarłych, przede wszystkim z rodziny Schwemmer (dawnych właścicieli młyna w Zarzewku). W 2016 odnowiono nagrobek Richarda Schwemmera (1941-1942). Zadbany i czytelny jest również grób Edmunda Schwemmera (1888-1939).